# Zegar czasu rzeczywistego

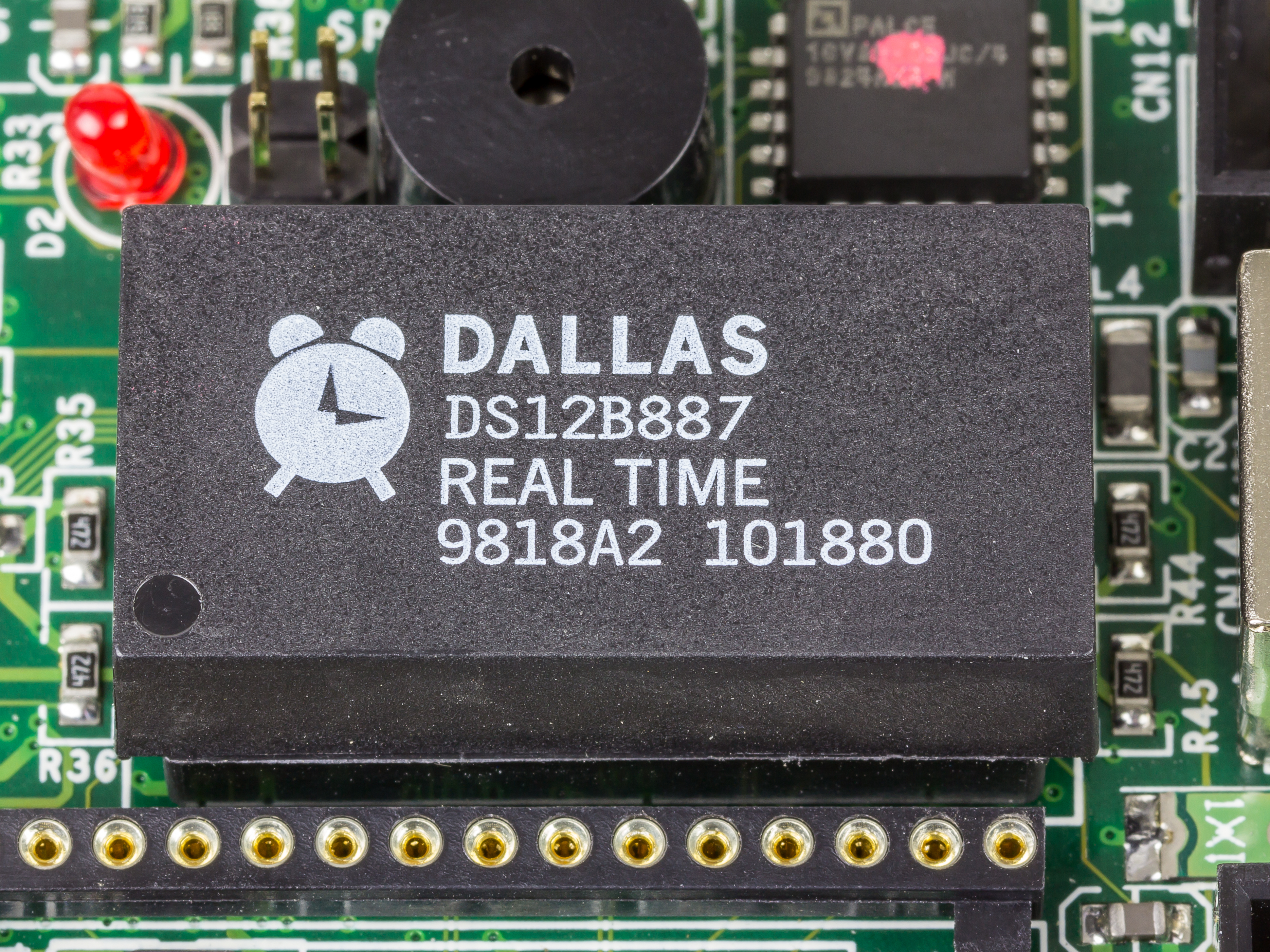
Zegar czasu rzeczywistego firmy DALLAS

Zegar czasu rzeczywistego, RTC (od ang. real-time clock) – element systemów komputerowych służący do odliczania czasu niezależnie od stanu maszyny (pracy, zablokowania, wyłączenia), montowany jest niemalże we wszystkich komputerach osobistych, serwerach i wielu systemach wbudowanych, sterownikach PLC.
Konstrukcja zegara czasu rzeczywistego może być oparta na prostym układzie scalonym zliczającym impulsy z generatora kwarcowego. RTC jest zasilany z baterii umożliwiającej mu pracę nie tylko wtedy, gdy komputer jest wyłączony, ale też gdy jest całkowicie odłączony od zasilania. Obecnie instalowane baterie mają trwałość większą niż 10 lat i są, albo zintegrowane w jednej obudowie z zegarem, albo są montowane w odpowiednich podstawkach na płycie głównej. Rzadziej stosowane są akumulatory np. w laptopach i innych urządzeniach, gdzie trudniej jest wymienić baterię.
Układ zegara czasu rzeczywistego może również generować sygnał okresowy dla procesora i innych elementów komputera, na przykład w celu odmierzania wewnętrznego czasu komputera. Wówczas sprzęt systemu komputerowego przekształca wyniki pracy układu licznikowego i przechowuje je w postaci przyjętej i zrozumiałej dla człowieka (sekundy, minuty, godziny, dzień tygodnia, dzień miesiąca, miesiąc, rok). Oprogramowanie komputera może odczytywać oraz modyfikować ten ustalany i aktualizowany przez RTC czas. Dzięki sygnałowi generowanemu przez zegar czasu rzeczywistego, nazywanemu przerwaniem zegarowym, możliwe jest także istnienie systemów z podziałem czasu. Niezależność działania RTC w systemie komputerowym jest też często wykorzystywana do stworzenia systemu watchdoga.